# Colobanthus repens
Colobanthus repens là loài thực vật có hoa thuộc họ Cẩm chướng. Loài này được Colenso mô tả khoa học đầu tiên năm 1886.